# Rodenburgermolen
De Rodenburgermolen in de Nederlandse stad Leiden is een in 1704 gebouwde poldermolen, die de Rodenburgerpolder bemaalde. In 1893 moest de molen herbouwd worden, toen de bliksem insloeg en de molen uitbrandde. Bij de herbouw zijn in plaats van de traditionele houten onderdelen gietijzeren raderen gebruikt. De molen was tot in 1953 in bedrijf; in 1959 is het binnenwerk verwijderd, met uitzondering van het gietijzeren bovenwiel en de merkwaardige vang, die het midden houdt tussen een blokvang en een hoepelvang. Het scheprad bevond zich op ca. vier meter afstand van de molen.

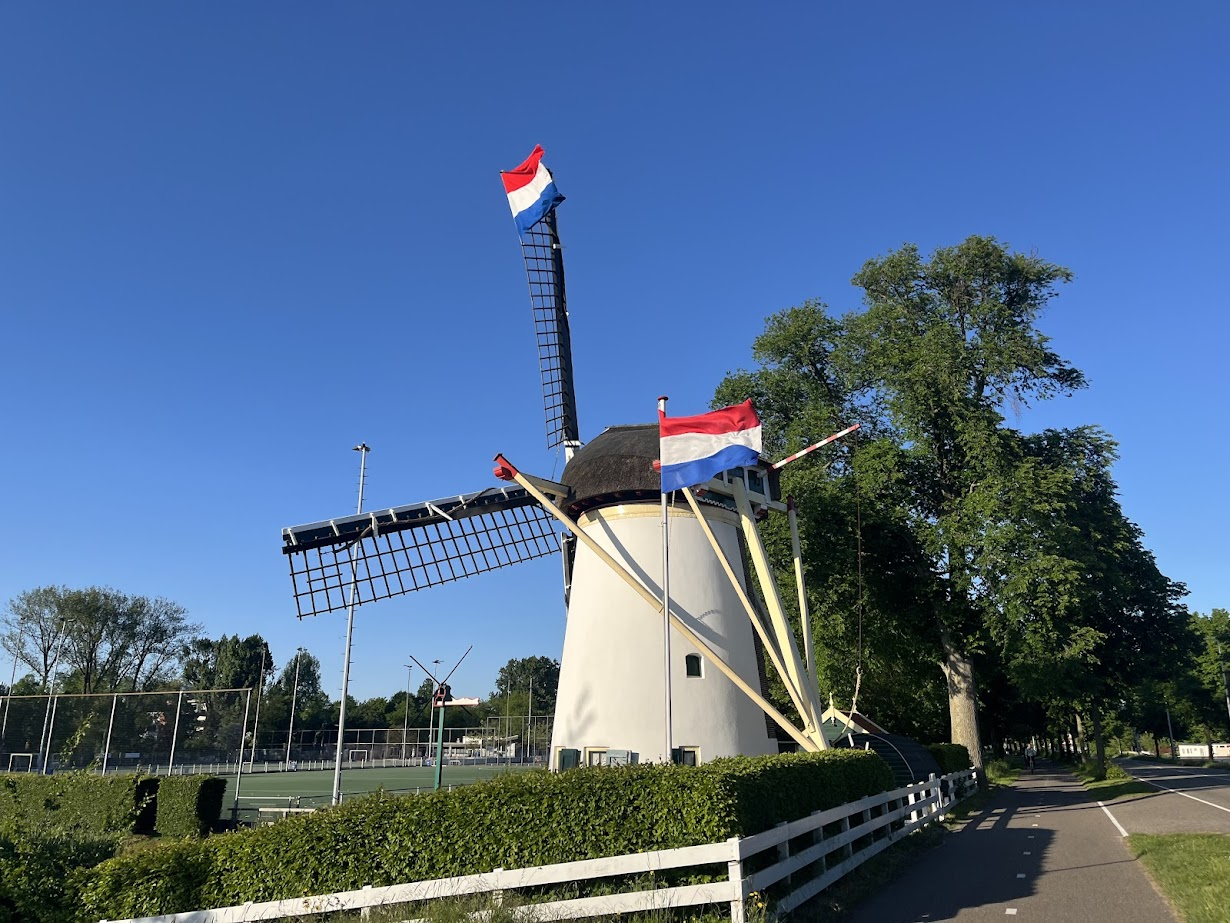
Rodenburgermolen met vlag voor Koningsdag

De Rodenburgermolen heeft een slechte molenbiotoop maar is ondanks dat toch meermaals per week draaiend te bewonderen. 
De Rodenburgermolen is bewoond en daardoor niet te bezichtigen.
d'Heesterboom ·
De Herder ·
Kikkermolen ·
Maredijkmolen ·
De Put ·
Rodenburgermolen ·
Stadsmolen ·
Stevenshofjesmolen ·
De Valk